# Ирлерштајн
Ирлерштајн (њем. Ihrlerstein) општина је у њемачкој савезној држави Баварска. Једно је од 24 општинска средишта округа Келхајм. Према процјени из 2010. у општини је живјело 4.240 становника. Посједује регионалну шифру (AGS) 9273133.

## Географски и демографски подаци
Ирлерштајн се налази у савезној држави Баварска у округу Келхајм. Општина се налази на надморској висини од 482 метра. Површина општине износи 23,1 km². У самом мјесту је, према процјени из 2010. године, живјело 4.240 становника. Просјечна густина становништва износи 183 становника/km².